# Ton
Ton település Olaszországban, Trento megyében. Lakosainak száma 1282 fő (2023. január 1.). Ton Campodenno, Cortaccia sulla Strada del Vino, Denno, Mezzocorona, Mezzolombardo, Rovere della Luna, Spormaggiore, Sporminore és Predaia községekkel határos.

## Népesség
A település népességének változása:
| Lakosok száma | 1323 | 1316 | 1282 |
|               | 2017 | 2018 | 2023 |